# Савичи (Хмельницкая область)
Савичи (укр. Савичі) — село в Шепетовском районе Хмельницкой области Украины.
Население по переписи 2001 года составляло 86 человек. Почтовый индекс — 30434. Телефонный код — 3840. Занимает площадь 0,041 км². Код КОАТУУ — 6825589004.

## Местный совет
30434, Хмельницкая обл., Шепетовский р-н, с. Хролин, ул. Ватутина